# Ломаєв Антон Якович
Ломаєв Антон Якович — російський художник-ілюстратор, відомий переважно роботами з фантастичного живопису й ілюстрування фантастичних творів. Лауреат премії «Мандрівник».. Член Союзу художників Росії.
Антон Ломаєв народився 13 березня 1971 року в Вітебську, Білорусь. У 1992 році вступив до Санкт-Петербурзького державного академічного інституту живопису, скульптури та архітектури ім. І. Ю. Рєпіна, який закінчив 1998 року. З 1994-го спеціалізувався в майстерні книжкової графіки під керівництвом [[майстерня книжкової графіки Пахомова]. Ще під час навчання працював художником-ілюстратором. Серед перших і найбільш відомих робіт Ломаєва є обкладинки до серії книжок Марії Семенової «Вовкодав». За спогадами Антона, співпраця з Семеновою сильно вплинула на його стиль: відтоді він ретельно стежить за автентичністю костюмів і зброї героїв на своїх картинах.
Ломаєв найчастіше співпрацював з петербурзьким видавництвом «Азбука», хоча робив обкладинки й для книжок інших видавництв. Серед авторів, чиї книжки виходили з обкладинками Антона Ломаєва — Тед Вільямс, Хольм Ван Зайчик, Анджей Сапковський, Браєн Жак, Гаррі Тертлдав, Михайло Успенський, Андрій Бєлянін, Марія Семенова, Джон Толкін, Террі Брукс, Гельмут Пеш, Роберт Сальваторе. З 2000 року член Спілки художників Росії.
У 2001 році нагороджений премією «Мандрівник» у номінації «Найкращий художник» за обкладинки до книжок Теда Вільямса і Террі Брукса в серії «Спадкоємці Толкієна» видавництва Азбука.
У 2015 році відбулась виставка картин уВітебську.
У 2017-му - член жюрі конкурсу «Нова дитяча книжка».
У 2018 році взяв участь у фестивалі «ЛітераТула». В цьому ж році  запрошений на виставку книг «Book heart: мир книжной иллюстрации».

## Нагороди і премії
1. Головна премія виставки-конкурсу художніх творів, присвяченої 100-річчю Володимира Набокова (серія ілюстрацій до роману В. Набокова «Камера обскура»), Санкт-Петербург, 1998 рік[18][19]
2. Премія Всеросійського конгресу фантастів «Мандрівник» у номінації «Художник-ілюстратор» (цикл ілюстрацій до книжкової серії «Спадкоємці Толкіна», видавництво «Азбука»), 2001 рік[18][19]
3. Премія «Інтерпрескон» в номінації «Художник-ілюстратор» (Г. Х. Андерсен «Русалонька»), Санкт-Петербург, 2010 рік[19]
4. COW International Design Festival (Міжнародний Фестиваль дизайну, Дніпропетровськ, Україна) Переможець у номінації «Ілюстрація» (Шарль Перро «Кіт у чоботях»), 2011 рік[18][19]
5. Лауреат Всеросійського конкурсу книжкової ілюстрації «Образ книжки» в номінації «Найкращі ілюстрації до творів для дітей і підлітків» (Шарль Перро «Червона шапочка»), Москва, 2013 рік[18][19]
6. Лауреат Всеросійського конкурсу книжкової ілюстрації «Образ книжки» в номінації «Найкращі ілюстрації до творів художньої літератури» (Ісаак Бабель «Конармія» і «Одеські оповідання»), Москва, 2014 рік[18][19]
7. «Prix l'esprit de l'engagement» («Приз за дух залученості») Best creator of children's, ESFS (European Science Fiction Society) Awards 2015 року, Eurocon[18][19]
8. Почесний диплом Міжнародної ради з дитячої книжки IBBY (International Board on Books for Young People), 2018 рік, за книжку «Хоробрий кравчик»[19]
9. Лауреат Всеросійського конкурсу книжкової ілюстрації «Образ книжки» в номінації «Авторська книжка» (Антон Ломаєв, «Колискова для маленького пірата»), Москва, ММКЯ-18[19]

## Книжки з ілюстраціями Антона Ломаєва

### 1999
- Станіслав Венгловський «Лжедмитрій» — Москва, СПб., Терра, серія: Отечество, 1999 рік
- Анатолій Соловйов «Ходіння за три моря» — Москва, СПб., Терра, серія: Отечество, 1999 рік
- Олександр Бородиня «Кріпосний шпгун» — Москва, СПб., Азбука, Терра, серія: Отечество, 1999 рік
- Віктор Поротніков «Святославичі» — Москва, СПб., Терра, серія: Отечество, 1999 рік
- Лідія Ляховська. «Російська кухня» — СПб,видавництво П-2, 1999 рік
- Енциклопедія «Народи Росії» — СПб, видавництво «Нева», 1999 рік
- Раймонд Фейст, Дженні Вуртс «Полонений Імперії» — Азбука — Терра, СПб ,1999 рік[20]

### 2000
- Дж. Р. Р. Толкін. «Володар перснів» — Азбука, СПб ,2000 рік
- Раймонд Фейст, Дженни Вуртс. «Воїн Імперії» — Азбука — Терра, СПб ,2000 рік
- Макс Фрай. «Чужак» — Азбука, Серія: Азбука. Золотий фонд, СПб 2000 рік
- Глен Кук. «Башта страху» — Москва, АСТ, 2000рік
- Володимир Свержин. «Той,хто шукає битву» — Москва, АСТ, 2000 рік
- Елеонора Раткевич. «Дерев*яный Меч» — Москва, АСТ, 2000рік
- Елеонора Раткевич. «Рукоятка меча» — Москва, АСТ, 2000 рік
- Марина і Сергей Дяченки. «Ритуал» — Москва, АСТ, 2000 рік
- Тед Вільямс. «Скеля прощання». — Азбука, СПб, Серія: Наследники Толкиена, 2000рік
- Тед Вільямс. «Трон з драконячих кісток». — Азбука, СПб, Серія: Наследники Толкиена, 2000 рік
- Хольм ван Зайчик. «Справа жадібноговарвара» — Азбука, СПб, Серія: Евразийская симфония (перший варіант оформлення), 2000 рік
- Марія Семенова. «Вовкодав. ». — Азбука, СПб,
- Вікторія Угрюмова. «Им*я богині» — Азбука, СПб, Серия: Русское fantasy, 2000рік
- Вікторія Угрюмова. «Двійник для блазня» — Азбука, СПб, Серія: Русское fantasy, 2000 рік
- Вікторія Угрюмова. «Міст,що палає» — Азбука, СПб, Серія: Русское fantasy, 2000 рік
- Вікторія Угрюмова. Вогняна ріка» — Азбука, СПб, Серія: Русское fantasy, 2000 рік
- Вікторія Угрюмова. зворотній бік вічності» — Азбука, СПб, Серія: Русское fantasy, 2000 рік
- Олексій Селецький. «Коли настане ніч» — Москва, АСТ, Серія: Звездный лабиринт, 2000 рік
- Фелікс Крес. «Король просторів» — Азбука, СПб, 2000 рік
- Фелікс Крес. «Північний Кордон» — Азбука, СПб, 2000 рік[20]

### 2001
- Елеонора Раткевич. «Меч без рукоятки» — Москва, АСТ, 2001 рік
- Тед Вільямс. «Дорога вітрів» — СПб, Азбука, Серія: Наследники Толкина, 2001 рік
- Террі Брукс. «Друїд Шаннари» — СПб, Азбука, Серія: Наследники Толкина, 2001 рік
- Террі Брукс. «Пісня Шаннари» — СПб, Азбука, Серія: Наследники Толкина, 2001 рік
- Террі Брукс. «Потомки Шаннари» — СПб, Азбука, Серія: Наследники Толкина, 2001 рік
- Хольм ван Зайчик. «Справа о полку Игореве» — Азбука, СПб, Серія: Евразийська симфонія (перший варіант оформлення), 2001 рік
- Хольм ван Зайчик. «Справа незалежних дервішів» — Азбука, СПб, Серія: Евразийська симфонія (перший варіант оформлення), 2001 рік
- Хольм ван Зайчик. «Справа лисів-перевертнів» — Азбука, СПб, Серія: Евразийська симфонія (перший варіант оформлення), 2001 рік
- Михайло Успенський. «Пригоди Жихаря» — СПб, Азбука, Серія: Азбука. Золотой фонд, СПб 2001 рік
- Андрій Дашков. «Мандри Сенора» — Москва, АСТ, Серія: Заклятые миры 2, 2001 рік
- Андрій Дашков. «Зірка Ада» — Москва, АСТ, Серія: Заклятые миры 2, 2001 рік
- Андрій Дашков. «Змієня» — Москва, АСТ, Серія: Заклятые миры 2, 2001 рік
- Андрій Дашков. «Втрачене світло» — Москва, АСТ, Серія: Звездный лабиринт, 2001 рік
- Андрій Дашков. «Збирач кісток »  — Москва, АСТ, Серія: Заклятые миры 2, 2001рік
- Павло Молитвин. " Світ Вовкодава.Вітер успіху» — СПб, Азбука, Серія: Русское fantasy, СПб 2001 рік
- Гордон Діксон. «Господарі Еверону» — Москва, АСТ, Серія: Координаты чудес, 2001 рік
- Андрій Лазарчук. «Жерстяний бір» — Москва, АСТ, Серія: Звездный лабиринт, 2001 рік
- Михайло Клікін. «Три легенди» — Москва, АСТ, Серія: Заклятые миры 2, 2001 рік
- Марія Семенова. «Той, кого я завжди чекаю» — Азбука, СПб, Серія: Славянское fantasy, 2001рік
- Леонід Кудрявцев. «Претендент» — Москва, АСТ, Серія: Заклятые миры 2, 2001 рік
- Девід Фарланд. «Братство Вовка» — Москва, АСТ, Серія: Золотая серия фэнтези, 2001 рік
- Євгеній Малінін. «Прокляття Арімана. Магістр» — Москва, АСТ, Серія: Заклятые миры 2, 2001 рік
- Антон Карелін. «Дорога каменів» — Москва, АСТ, Серія: Заклятые миры 2, 2001 рік
- Террі Брукс. «Ельфійскі камені Шаннари»  — СПб, Азбука, Серія: Наследники Толкина, 2001 рік
- Евгеній Малінін. «Прокляття Арімана. Маг» — Москва, АСТ, Серія: Заклятые миры 2, 2001рік
- Ольга Григор*єва. «Берсерк» — Азбука, СПб, Серія: Славянское fantasy, 2001 рік
- Марія Семенова. «Вовкодав. Сила — камінь» — Азбука, СПб, Серія: Заклятые миры, 2001рік
- Вікторія Угрюмова, Угрюмов Олег. «Блакитна кров» — Азбука, СПб, Серія: Славянское fantasy, 2001 рік
- Вікторія Угрюмова, Олег Угрюмов. «Змії,дракони та родичі» — Азбука, СПб, Серія: Русское fantasy, 2001 рік
- Вікторія Угрюмова, Олег Угрюмов. «Дракон Третього Рейху» — Азбука, СПб, Серія: Славянское fantasy, 2001рік
- Крюс Д. «Тім Талер, або проданий сміх» — СПб. , Азбука-классика, серія: Планета  людей, 2001.
- Аріна Воронова. «Діти Браги» — Москва, АСТ, Серія: Заклятые миры 2, 2001 рік
- Михайло Успенський. «Сім розмов про Атлантиду"  — Азбука, СПб, Серія: Славянское fantasy, 2001 рік
- Конрад Левандовський. «Слід перевертня» — Азбука, СПб, Серія: Славянское fantasy, 2001 год[20]

### 2002
- Дж. Р. Р. Толкін. «Хоббіт, або Туди й Назад»  — СПб. , Азбука-классика, серія: Планета  людей, 2002.
- Дж. Р. Р. Толкін. «Володар перснів.Братство Персня»  — Азбука-классика, Оникс 21 век, Серія: Золотая библиотека. Старший возраст, 2002 рік
- Дж. Р. Р. Толкін. «Володар перснів.Повернення короля" — Азбука-классика, Оникс 21 век, Серія: Золотая библиотека. Старший возраст, 2002 рік
- Дж. Р. Р. Толкін. «Володар перснів.Дві вежі» — Азбука-классика, Оникс 21 век, Серія: Золотая библиотека. Старший возраст, 2002 рік
- Марія Семенова. «Вовкодав. Сила-камінь» — Азбука, СПб, Серія: Славянское fantasy, 2002 рік
- Елеонора Раткевич. «Парадокси Молодшого Патріарха» — Москва, АСТ, Серія: Заклятые миры 2, 2002 рік
- Хольм ван Зайчик. «Справа мавпи,що перемогла» — Азбука, СПб, Серія: Евразийская симфония (перший варіант оформлення), 2002 год
- Андрій Дашков. «Війны некромантів» — Москва, АСТ, Серія: Заклятые миры 2, 2002 рік
- Наталія Ожигіна «Шлях між» — Москва, АСТ, Серія: Заклятые миры 2, 2002 рік
- Павло Молитвин. «Тінь імператора» — Азбука, СПб, Серія: Славянское fantasy, 2002 рік
- Олена Хаецька. «Бертран із Лангедока» — Москва, АСТ, Серія: Заклятые миры 2, 2002 рік
- Олена Хаецька. «Голодний Грек, або Мандри Федула» — Москва, АСТ, Серія: Заклятые миры 2, 2002 рік
- Віктор Бурцев, Андрій Чернецов. «Гімалайский зигзаг» — Москва, АСТ, Серія: Перекрестки времени, 2002 рік
- Джейн Уелі «Співак із Кастагвардії» — Москва, АСТ, Серія: Век дракона, 2002 рік
- Стив Еріксон «Ворота мертвого дому» — Москва, АСТ, Серія: Век дракона, 2002рік
- Джон Марко «Праведники меча» — Москва, АСТ, Серія: Век дракона, 2002 рік
- Джон Марко «Великий план» — Москва, АСТ, Серія: Век дракона, 2002рік
- Леонід Кудрявцев «Клятва короля пацюків» — Москва, АСТ, Серія: Век дракона, 2002рік
- Крістофер Сташеф, Лайон Спрег де Камп. «Чародій,що мандрує» — Азбука-классика, СПб, Серія: Классика Fantasy, 2002 рік
- Майкл Стекпол. «Народжений героєм» — Москва, АСТ, Серія: Век Дракона, 2002 рік
- Дмитро Воронін. «Живий щит» — Москва, АСТ, Серія: Заклятые миры 2, 2002 рік
- Семюель Дилени. «Вавилон — 17» — Москва, АСТ, Серія: Классика мировой фантастики, 2002 рік
- Джон Крістофер. «Вогняний басейн» — Москва, АСТ, Серия: Классика мировой фантастики, 2002 рік
- Патриція Маккілліп. «Майстер Загадок» — СПб, Азбука-классика, Серія: Наследники Толкина, 2002 рік
- Патриція Маккілліп. «Майстер Загадок» — СПб, Азбука-классика, Серія: Наследники Толкина. Коллекция, 2002 рік
- Деніс Маккірнан. «Срібний поклик» — СПб, Азбука-классика, Серія: Наследники Толкина. Коллекция, 2002рік
- Деніс Маккірнан. «Срібний поклик» — СПб, Азбука-классика, Серія: Наследники Толкина, 2002 рік
- Джеймс Біббі. «Амулет» — Москва, АСТ, Серія: Век Дракона, 2002 рік
- Джульєт Е. Маккена. «Успіх гравця» — Москва, АСТ, Серія: Век Дракона. Коллекция, 2002 рік
- Ольга Голотина. «Вистава для богів» — Москва, АСТ, Серія: Заклятые миры 2, 2002 рік
- Евгений Малинин. «Братство Конца» — Москва, АСТ, Серия: Заклятые миры 2, 2002 год
- Наталия Ипатова. «Король забавляется» — Москва, АСТ, Серия: Заклятые миры 2, 2002 год
- Наталия Ипатова. «Король-Беда и Красная Ведьма» — Москва, АСТ, Серия: Заклятые миры 2, 2002 год
- Харпер Ли «Убить пересмешника…» — СПб.: Азбука-классика, Серия: Планета людей, 2002год
- Гессе Г. «Демиан. История юности, написанная Эмилем Синклером., Ситдхартха» — СПб.: Азбука-классика, Серия: Планета людей, 2002год
- Джон Апдайк. «Кентавр» — СПб.: Азбука-классика, Серия: Планета людей, 2002год
- Уильям Голдинг. «Повелитель мух» — СПб.: Азбука-классика, Серия: Планета людей, 2002год
- Жоржи Амаду. «Генералы песчаных карьеров» — СПб.: Азбука-классика, Серия: Планета людей, 2002год
- Полина Греус. «Дело о проклятых розах» — Москва, АСТ, Серия: Заклятые миры 2, 2002 год
- Вардван Варжапетян. «Баллада судьбы» — Москва, АСТ, Олимп, Серия: Популярная историческая библиотека, 2002 год
- Сергей Бородин «Звезды над Самаркандом. Роман в 2 томах. Том 1. Хромой Тимур» — Москва, АСТ, Олимп, Серия: Популярная историческая библиотека, 2002 год
- Сергей Бородин «Звезды над Самаркандом. Роман в 2 томах. Том 2. Костры похода» — Москва, АСТ, Олимп, Серия: Популярная историческая библиотека, 2002 год
- Сергей Бородин «Дмитрий Донской» — Москва, АСТ, Олимп, Серия: Популярная историческая библиотека, 2002 год
- Анна А. Антоновская. «Великий Моурави» — Москва, АСТ, Олимп, Серия: Популярная историческая библиотека, 2002 год
- Юрий Тынянов «Смерть Вазир-Мухтара» — Москва, АСТ, Олимп, Серия: Популярная историческая библиотека, 2002 год
- Раффаэло Джованьоли. «Спартак» — Москва, АСТ, Олимп, Серия: Популярная историческая библиотека, 2002 год[20]

### 2003
- Мария Семёнова. «Волкодав. Право на поединок» — Азбука-классика, СПб, Серия: Славянское fantasy, 2003 год
- Мария Семёнова. «Волкодав. Истовик-камень» — Азбука-классика, СПб, Серия: Правила боя, 2003 год
- Леонид Смирнов «Умереть и воскреснуть, или Последний и-чу» — Азбука-классика, СПб, Серия: Правила боя, 2003 год
- Дэвид Геммел. «Эхо великой песни» — Москва, АСТ, Серия: Век Дракона, 2003 год
- Элеонора Раткевич. «Наемник Мертвых Богов. Джет из Джетевена. Парадоксы Младшего Патриарха» — Москва, АСТ, Серия: Звездный лабиринт. Коллекция, 2003 год
- Элеонора Раткевич. «Парадоксы Младшего Патриарха» — Москва, АСТ, Серия: Заклятые миры 2, 2003 год
- Хольм ван Зайчик. «Дело жадного варвара» — Азбука-классика, СПб, Серия: Плохих людей нет. Евразийская симфония, 2003 год
- Хольм ван Зайчик. «Дело судьи Ди» — Азбука-классика, СПб, Серия: Плохих людей нет. Евразийская симфония, 2003 год
- Хольм ван Зайчик. «Дело победившей обезьяны» — Азбука-классика, СПб, Серия: Плохих людей нет. Евразийская симфония, 2003 год
- Хольм ван Зайчик. «Дело лис-оборотней» — Азбука-классика, СПб, Серия: Плохих людей нет. Евразийская симфония, 2003 год
- Хольм ван Зайчик. «Дело незалежных дервишей» — Азбука-классика, СПб, Серия: Плохих людей нет. Евразийская симфония, 2003 год
- Хольм ван Зайчик. «Дело о полку Игореве» — Азбука-классика, СПб, Серия: Плохих людей нет. Евразийская симфония, 2003 год
- Хольм ван Зайчик. «Дело судьи Ди» — Азбука-классика, СПб, Серия: Евразийская симфония (первый вариант оформления), 2003 год
- Юрий Бурносов. «Два квадрата» — Азбука-классика, СПб, Серия: Числа и знаки, 2003 год
- Юрий Бурносов. «Три розы» — Азбука-классика, СПб, Серия: Числа и знаки, 2003 год
- Юрий Бурносов. «Четыре всадника» — Азбука-классика, СПб, Серия: Числа и знаки, 2003 год
- Виктор Бурцев, Андрей Чернецов. «Святой остров» — Москва, АСТ, Серия: Перекрестки времени, 2003 год
- Владимир Свержин. «Колесничие Фортуны» — Москва, АСТ, Серия: Звездный лабиринт, 2003 год
- Владимир Свержин. «Ищущий Битву» — Москва, АСТ, Серия: Звездный лабиринт, 2003 год
- Ян Ирвин. «Башня над пропастью» — Азбука-классика, СПб, Серия: Коллекция, 2003 год
- Ян Ирвин. «Врата трех миров» — Азбука-классика, СПб, Серия: Коллекция, 2003 год
- Ян Ирвин. «Тёмная луна» — Азбука-классика, СПб, Серия: Коллекция, 2003 год
- Джон Барнс. «Миллион открытых дверей» — Москва, АСТ, Серия: Мировая фантастика, 2003 год
- Джеймс Бибби. «Амулет» — Москва, АСТ, Серия: Век Дракона, 2003 год
- Карл Шрёдер. «Вентус» — Москва, АСТ, Серия: Мировая фантастика, 2003 год
- Шарон Ли, Стив Миллер. «Конфликт чести. Агент перемен. Лови день» — Москва, АСТ, Серия: золтая библиотека фантастики, 2003 год
- Роберт Рид. «Жизненная сила» — Москва, АСТ, Серия: Мировая фантастика, 2003 год
- Дж. Р. Р. Толкин. «Властелин Колец» — Азбука-классика, СПб, Серия: Классика Fantasy. Коллекция, 2003 год
- Наталья Александрова «Охотник за головами» — СПб, Нева, серия: Авантюрный иронический детектив, 2003 год
- Наталья Александрова «Кот в мешке» — СПб, Нева, серия: Авантюрный иронический детектив, 2003 год
- Наталья Александрова «Кот особого назначения» — СПб, Нева, серия: Авантюрный иронический детектив, 2003 год
- Андрей Кивинов «Убойный отдел» — СПб, Нева, серия: Авторский сборник, 2003 год
- Андрей Кивинов «Сумерки большого города» — СПб, Нева, серия: Авторский сборник, 2003 год
- Андрей Кивинов «Псевдоним для героя» — СПб, Нева, серия: Авторский сборник, 2003 год
- Андрей Кивинов «Убойная сила» — СПб, Нева, серия: Авторский сборник, 2003 год
- Ольга Голотвина. «Встретимся в Силуране!» — Москва, АСТ, Серия: Заклятые миры 2, 2003 год
- Евгений Малинин. «Братство Конца. Шут королевы Кины» — Москва, АСТ, Серия: Звездный лабиринт: коллекция, 2003 год
- Евгений Малинин. «Проклятие Аримана. Маг» — Москва, АСТ, Серия: Заклятые миры 2, 2003 год
- Евгений Малинин. «Проклятие Аримана. Разделенный Мир. Магистр» — Москва, АСТ, Серия: Звездный лабиринт: коллекция, 2003 год
- Лев Рыжков «Золотарь» — Москва, АСТ, Серия: Заклятые миры 2, 2003 год
- Марк Энтони. «Цитадель огня. Мрак остается» — Москва, АСТ, Серия: Золотая серия фэнтези, 2003 год
- Виктория Угрюмова, Угрюмов Олег. «Голубая кровь» — Азбука-классика, СПб, Серия: Правила боя, 2003 год
- К. Дж. Паркер. «Закалка клинка» — Москва, АСТ, Серия: Век дракона. Коллекция, 2003 год
- Сергей Лифанов, Инна Кублицкая «Приют изгоев» — Москва, АСТ, Серия: Заклятые миры 2, 2003 год
- Ирина Комарова, Михаил Комаров «Повелитель блох» — Москва, АСТ, Серия: Заклятые миры 2, 2003 год
- Антуан де Сент-Экзюпери. «Планета людей. Маленький принц» — СПб.: Азбука-классика, Серия: Планета людей, 2003год
- Зюскинд Патрик «Парфюмер. История одного убийцы» — СПб.: Азбука-классика, Серия: Оранжевый ключ, 2003год[20]

### 2004
- Дж. Р. Р. Толкиен. «Властелин Колец. Хранители Кольца» — Москва.: АСТ, Фолио, Оникс 21 век, Серия: Золотая библиотека. Старший возраст, 2004год
- Мария Семёнова. «Валькирия» — Азбука-классика, СПб, Серия: Правила боя, 2004 год
- Элеонора Раткевич «Деревянный меч. Рукоять меча. Меч без рукояти» — Москва, АСТ, Серия: Звездный лабиринт: коллекция, 2004 год
- Роберт Сальваторе. «Незримый Клинок» — Азбука-классика, СПб, 2004 год
- Леонид Кудрявцев «Дорога миров» — Москва, АСТ, Серия: Звездный лабиринт: коллекция, 2004 год
- Элизабет Мун. «Герой поневоле» — Азбука-классика, СПб, серия: Современная фантастика, 2004 год
- Элизабет Мун. «Правила игры» — Азбука-классика, СПб, серия: Современная фантастика, 2004 год
- Марина Воронцова «Госпожа Эйфор-Коровина и небесная канцелярия» СПб, Нева, серия: ироническое фэнтези, 2004 год
- Андрей Кивинов «Юмор в ментовских штанишках» — СПб, Нева, серия: Авторский сборник, 2004 год
- Патриция Маккиллип. «Мастер загадок» — Азбука-классика, СПб, серия: Черный Дракон, 2004 год
- Ян Ирвин. «Геомант» — Азбука-классика, СПб, Серия: Коллекция, 2004 год
- Джеймс Бибби «Месть Ронана. Амулет» — Москва, АСТ, Серия: Золотая серия фэнтези, 2004 год
- Леонид Кудрявцев «Черная стена» — Москва, АСТ, Серия: Звездный лабиринт, 2004 год
- Диана Уинн Джонс. «Заколдованная жизнь» — Азбука-классика, СПб, Серия: Миры Крестоманси, 2004 год
- Диана Уинн Джонс. «Волшебники из Капроны» — Азбука-классика, СПб, Серия: Миры Крестоманси, 2004 год
- Диана Уинн Джонс. «Ведьмина неделя» — Азбука-классика, СПб, Серия: Миры Крестоманси, 2004 год
- Якобсон Б. «Продавец троллей» — СПб.: Азбука-классика, Серия: Волшебный амулет,2004год
- Райфенберг Ф., Штратман Я. «Альбертина и дом тысячи чудес» — СПб.: Азбука-классика, Серия: Волшебный амулет,2004год
- Кобербёль Л. «Дина. Чудесный дар» — СПб.: Азбука-классика, Серия: Волшебный амулет,2004год
- Андрей Константинов «Тульский — Токарев» — СПб, Нева, 2004 год
- Митчелл Грэм. «Пятое кольцо» — Азбука-классика, СПб, серия: Мини-коллекция(цветная), 2004 год
- Митчелл Грэм. «Пятое кольцо» — Азбука-классика, СПб, серия: Коллекция, 2004 год
- Алан Троуп. «Драконья луна» — Азбука-классика, СПб, серия: Коллекция, 2004 год
- Барб и Дж. С. Хенди. «Дампир» — Азбука-классика, СПб, серия: Коллекция, 2004 год
- Сэйд СФ «Варджак Лап» — СПб.: Азбука-классика, 2004 год
- Антуан де Сент-Экзюпери. «Маленький принц. Планета людей» — Азбука-классика, СПб, серия: Азбука-классика (pocket-book), 2004 год
- Лоуренс Й. «Контрабандисты» — СПб.: Азбука-классика, 2004 год
- Лоуренс Й. «Грабители» — СПб.: Азбука-классика, 2004 год
- Лоуренс Й. «Пираты» — СПб.: Азбука-классика, 2004 год
- Джейкс Б. «Жемчуг Лутры. Рэдволл» — СПб., Азбука-классика, Серия: Рэдволл, 2004 год
- Джейкс Б. «Белые лисы. Рэдволл» — СПб., Азбука-классика, Серия: Рэдволл, 2004 год
- Джейкс Б. «Дозорный отряд. Рэдволл» — СПб., Азбука-классика, Серия: Рэдволл, 2004 год[20]

### 2005
- Мария Семенова «Волкодав» — СПб., Азбука-классика, Серия: Правила боя, 2005год
- Мария Семенова «Хромой кузнец» — СПб., Азбука-классика, Серия: Правила боя, 2005год
- Р. Л. Стивенсон «Остров сокровищ» — СПб, Нева, серия: Библиотека приключений, 2005 год
- Томас Майн Рид «Всадник без головы» — СПб, Нева, серия: Библиотека приключений, 2005 год
- Тэд Уильямс «Трон из костей дракона» — СПб., Азбука-классика, Серия: Gold Collection (увеличенный формат), 2005год
- Гарри Тертлдав «Мечи легиона» — СПб., Азбука-классика, Серия: Gold Collection (увеличенный формат), 2005год
- Гарри Тертлдав «Пропавший легион» — СПб., Азбука-классика, Серия: Gold Collection (увеличенный формат), 2005год
- Мария Семёнова «Волкодав: Истовик-камень. Волкодав» — АСТ, Азбука, 2005год
- Роберт Сальваторе «Служитель кристалла» — СПб., Азбука-классика, Серия: Gold Collection, 2005год
- Тэд Уильямс «Скала прощания» — СПб., Азбука-классика, Серия: Gold Collection (увеличенный формат), 2005год
- Мария Семёнова, Валерий Воскобойников, Феликс Разумовский «Те же и скунс» — СПб., Азбука-классика, 2005год
- Мария Семёнова, Валерий Воскобойников, Феликс Разумовский «Те же и скунс-2» — СПб., Азбука-классика, 2005год
- Кейдж Бейкер «Наковальня мира» — СПб., Азбука-классика, Серия: Gold Collection (увеличенный формат), 2005год
- Дмитрий Брославский, Наталья Подлесная «Щит королевы» — СПб., Азбука-классика, 2005год
- Джейкс Б. «Легенда о Льюке. Рэдволл» — СПб., Азбука-классика, Серия: Рэдволл, 2005год
- Дон Колдсмит «Путь конкистадора» — СПб., Азбука-классика, Серия: Хозяева прерий, 2005год
- Норман Дж. «Танец духов» — СПб., Азбука-классика, Серия: Хозяева прерий, 2005год
- Джейкс Б. «Последняя битва. Рэдволл» — СПб., Азбука-классика, Серия: Рэдволл, 2005год
- Артур Конан Дой. «Приключения Шерлока Холмса» — Азбука-классика, СПб, серия: Азбука-классика (pocket-book), 2005 год
- Гарри Килворт «Война с горностаями» — СПб., Азбука-классика, Серия: Тайны забытого острова, 2005год
- Гарри Килворт «Замок бурь» — СПб., Азбука-классика, Серия: Тайны забытого острова, 2005год
- Артур Конан Дой. «Шерлок Холмс» — Азбука-классика, СПб, 2005 год
- Кеннет Грэм. «Ветер в ивах» — Азбука-классика, СПб, 2005 год
- Евгений Малинин. «Проклятие Аримана. Ученик. Маг» — Москва, АСТ, Серия: Звездный лабиринт: коллекция, 2005 год
- Гарри Килворт «Лунный зверь» — СПб., Азбука-классика, Серия: Звери, вперёд!, 2005год
- Диана Уинн Джонс. «Девять жизней Кристофера Чанта» — Азбука-классика, СПб, Серия: Миры Крестоманси, 2005 год
- Диана Уинн Джонс. «Вихри волшебства» — Азбука-классика, СПб, Серия: Миры Крестоманси, 2005 год
- Диана Уинн Джонс. «Зуб Уилкинса» — СПб.: Азбука-классика, Серия: Волшебный амулет,2005год
- К. Дж. Паркер «Закалка клинка. Натянутый лук. Пробирная палата» — Москва, АСТ, Серия: Золотая серия фэнтези, 2005 год
- Питер Дикинсон «Веревочник» — СПб.: Азбука-классика, Серия: Волшебный амулет,2005год
- Лине Кобербель «Опасное наследство» — СПб.: Азбука-классика, Серия: Волшебный амулет,2005год
- Мария Грипе «Дети стеклодува» — СПб.: Азбука-классика, Серия: Волшебный амулет,2005год
- Катарина Фишер «Снежный странник» — СПб.: Азбука-классика, Серия: Волшебный амулет,2005год
- Мария Семёнова «Пелко и волки» — СПб.: Азбука-классика, Серия: Мои любимые книжки,2005год
- Робин Бэйли «Стужа» — СПб., Азбука-классика, Серия: Gold Collection (увеличенный формат), 2005год
- Джеймс Крюс «Тим Талер, или Проданный смех» — СПб.: Азбука-классика, Серия: Мои любимые книжки, 2005год
- Уильям Голдинг «Повелитель мух» — СПб.: Азбука-классика, 2005год
- Эмили Родда «Лес Безмолвия» — СПб.: Азбука-классика, Серия: Волшебный Пояс Тилоары, 2005год
- Эрик Найт «Лесси» — СПб.: Азбука-классика, Серия: Внеклассное чтение, 2005год
- Брижит Обер «Железная роза» — СПб.: Азбука-классика, Серия: X-libris, 2005год
- Линдгрен А. «Суперсыщик Кале Блумквист» — СПб.: Азбука-классика, 2005
- Бианки В. «Где раки зимуют» — СПб.: Азбука-классика, 2005
- Майн Рид Т. «Всадник без головы» — СПб.: Нева, 2005[20]

### 2006
- Дж. Р. Р. Толкин «Властелин Колец» — СПб.: Азбука-классика, Серия: Азбука-классика (pocket-book), 2006год
- Мария Семёнова, Феликс Разумовский «Кудеяр. Вавилонская башня» — СПб.: Азбука-классика, Серия: Суперпроекты Азбуки, 2006год
- Алексей Иванов «Общага-на-Крови» — СПб.: Азбука-классика, Серия: Суперпроекты Азбуки, 2006год
- Алексей Иванов «Сердце Пармы, или Чердынь — княгиня гор» — СПб.: Азбука-классика, Серия: Суперпроекты Азбуки, 2006год
- Мария Семёнова «Викинги» — СПб.: Азбука-классика, Серия: Суперпроекты Азбуки, 2006год
- Мария Семёнова «Кудеяр. Аленький цветочек» — СПб.: Азбука-классика, Серия: Суперпроекты Азбуки, 2006год
- Мария Семёнова «Волкодав. Истовик-камень» — СПб.: Азбука-классика, Серия: Суперпроекты Азбуки, 2006год
- Мария Семёнова «Волкодав. Звездный меч» — СПб.: Азбука-классика, Серия: Суперпроекты Азбуки, 2006год
- Роберт Сальваторе «Служитель кристалла» — СПб.: Максима, 2006год
- Юрий Бурносов «Числа и знаки» — СПб.: Азбука-классика, 2006год
- Юрий Бурносов «Чудовищ нет» — СПб.: Азбука-классика, 2006год
- Дмитрий Скирюк «Королевский гамбит» — СПб.: Азбука-классика, 2006год
- Дмитрий Скирюк «Жуга. Воин. Драконовы сны» — СПб.: Азбука-классика, 2006год
- Джейкс Б. «Талисман из Рэдволла. Рэдволл» — СПб., Азбука-классика, Серия: Рэдволл, 2006 год
- Джейкс Б. «Трисс Воительница. Рэдволл» — СПб., Азбука-классика, Серия: Рэдволл, 2006 год
- Джейкс Б. «Меч Мартина. Рэдволл» — СПб., Азбука-классика, Серия: Рэдволл, 2006 год
- Гарри Килворт «Под парусом» — СПб., Азбука-классика, Серия: Тайны забытого острова, 2006год
- Гарри Килворт «Ночные бродяги» — СПб., Азбука-классика, Серия: Тайны забытого острова, 2006год
- Астрид Линдгрен «Рони, дочь разбойника» — СПб., Азбука-классика, 2006год
- Дмитрий Браславский «Игры чародея» — СПб., Азбука-классика, Серия: Войны магов, 2006год
- Мария Семёнова «Волкодав» — СПб.: Азбука-классика, Серия: Суперпроекты Азбуки, 2006год
- Мария Семёнова «Волкодав. Право на поединок» — СПб.: Азбука-классика, Серия: Суперпроекты Азбуки, 2006год
- Александр Дюма «Три мушкетёра» — СПб, Нева, серия: Библиотека приключений, 2006 год
- Вальтер Скотт «Айвенго» — СПб, Нева, серия: Библиотека приключений, 2006 год
- Дженни Ниммо «Чарли Бон» — СПб., Азбука-классика, Серия: The Best. Children, 2006год
- Дженни Ниммо «Чарли Бон. Призрак из прошлого» — СПб., Азбука-классика, Серия: The Best. Children, 2006год
- СФ Сэйд «Варджак Лап — кот вне закона» — СПб., Азбука-классика, 2006год
- Эдит Патту «Восток» — СПб., Азбука-классика, Серия: The Best. Children, 2006год
- Эмили Родда «Город Крыс» — СПб., Азбука-классика, Серия: Волшебный Пояс Тилоары, 2006год
- Игорь Ефимов «Неверная» — СПб.: Азбука-классика, Серия: Суперпроекты Азбуки, 2006год
- Эрик Найт «Лесси» — СПб., Азбука-классика, Серия: Звери, вперёд!, 2006 год
- Джеймс Оливер Кервуд «Сын Казана» — СПб., Азбука-классика, Серия: Звери, вперёд!, 2006 год[20]

### 2007
- Алексей Иванов «Золото бунта, или Вниз по реке теснин» — СПб.: Азбука-классика, Серия: Суперпроекты Азбуки, 2007год
- Алексей Иванов «Земля-Сортировочная» — СПб.: Азбука-классика, Серия: Суперпроекты Азбуки, 2007год
- Алексей Иванов «Message: Чусовая» — СПб.: Азбука-классика, Серия: Суперпроекты Азбуки, 2007год
- Алексей Иванов «Блуда и МУДО» — СПб.: Азбука-классика, Серия: Суперпроекты Азбуки, 2007год
- Алексей Иванов «Географ глобус пропил» — СПб.: Азбука-классика, Серия: Суперпроекты Азбуки, 2007год
- Алексей Иванов «Блуда и МУДО» — СПб.: Азбука-классика, Серия: Суперпроекты Азбуки, 2007год
- Роберт Сальваторе «Незримый Клинок» — СПб., Максима 2007год
- Дмитрий Скирюк «Жуга. Осенний Лис» — СПб.: Азбука-классика, 2007год
- Дмитрий Скирюк «Жуга. Еретик» — СПб.: Азбука-классика, 2007год
- Дмитрий Скирюк «Жуга. Провидец. Кукушка» — СПб.: Азбука-классика, 2007год
- Илья Новак «Мир вне закона» — СПб.: Азбука-классика, 2007год
- Илья Новак «Запретный мир» — СПб.: Азбука-классика, 2007год
- Роберт Сальваторе «Путь темного эльфа» — СПб., Максима 2007год
- Мария Семёнова «Викинги» — СПб.: АСТ, Азбука-классика, 2007год
- Мария Семёнова, Феликс Разумовский «Кудеяр» — СПб.: Азбука-классика, Серия: Суперпроекты Азбуки, 2007год
- Мария Семёнова, Феликс Разумовский «Аленький цветочек» — СПб.: Азбука-классика, Серия: Суперпроекты Азбуки, 2007год
- Джейкс Б. «Клятва воина. Рэдволл» — СПб., Азбука-классика, Серия: Рэдволл, 2007 год
- Джейкс Б. «Остров королевы. Рэдволл» — СПб., Азбука-классика, Серия: Рэдволл, 2007 год
- Люциус Шепард. «Золотая кровь» — СПб., Азбука-классика, Серия: Gold Collection (обычный формат), 2007 год
- Гарри Килворт «Мыши-вампиры» — СПб., Азбука-классика, Серия: Тайны забытого острова, 2007 год
- Роберт Сальваторе. «Темные тропы» — СПб., Азбука-классика, Серия: Gold Collection (увеличенный формат), 2007 год
- Мария Семёнова, Дмитрий Тедеев. «Бусый Волк» — СПб., Азбука-классика, 2007 год
- Пэт Ходжилл. «Поступь бога» — СПб., Азбука-классика, Серия: Gold Collection (обычный формат), 2007 год
- Пэт Ходжилл. «Маска бога» — СПб., Азбука-классика, Серия: Gold Collection (обычный формат), 2007 год
- Александр Бушков. «Чингисхан. Неизвестная Азия» — СПб., Олма Медиа Групп, 2007 год
- Александр Прозоров. «Ристалище» — СПб., АСТ, Северо-Запад Пресс, 2007 год
- Александр Прозоров. «Знамение» — СПб., АСТ, Северо-Запад Пресс, 2007 год
- Виктория Угрюмова, Олег Угрюмов «Все демоны. Pandemonium» — СПб., Азбука-классика, 2007 год
- Виктория Угрюмова «Белый Паяц» — СПб., Азбука-классика, 2007 год
- Дженни Ниммо «Чарли Бон. Лазурный питон» — СПб., Азбука-классика, Серия: The Best. Children, 2007год
- Марджи Макаллистер «Урчин, сын упавшей звезды» — СПб., Азбука-классика, Серия: The Best. Children, 2007год
- Эмили Родда «Роуэн из Рина» — СПб., Азбука-классика, Серия: The Best. Children, 2007год
- Эмили Родда «Роуэн — ученик колдуньи» — СПб., Азбука-классика, Серия: The Best. Children, 2007год
- Эмили Родда «Все о волшебной стране Тилоаре» — СПб., Азбука-классика, Серия: Всё о…, 2007 год
- Энн Доунер «Магия в скорлупе» — СПб., Азбука-классика, Серия: The Best. Children, 2007 год[20]

### 2008
- Кеннет Грэм «Ветер в ивах» — СПб., Азбука-классика, 2008год
- Грегори Киз. «Век Безумия: Пушка Ньютона. Исчисление ангелов» — СПб., Азбука-классика, Серия: Gold Collection (обычный формат), 2008 год
- Грегори Киз. «Век Безумия: Империя хаоса. Тени Бога» — СПб., Азбука-классика, Серия: Gold Collection (обычный формат), 2008 год
- Антология. «Научная фантастика. Возрождение» — СПб., Азбука-классика, Серия: Gold Collection (обычный формат), 2008 год
- Джейкс Б. «Непобедимая Моди. Рэдволл» — СПб., Азбука-классика, Серия: Рэдволл, 2008 год
- Виктория Дьякова. «Маршал императора» — Москва, АСТ, Серия: Кавалергард, 2008 год
- Виктория Дьякова. «Слезы Аустерлица» — Москва, АСТ, Серия: Кавалергард, 2008 год
- Виктория Дьякова. «Адъютант» — Москва, АСТ, Серия: Кавалергард, 2008 год
- Роберт Сальваторе «Незримый Клинок» — СПб., Азбука-классика, Серия: Forgotten Realms / Забытые Королевства, 2008 год
- Роберт Сальваторе «Служитель кристалла» — СПб., Азбука-классика, Серия: Forgotten Realms / Забытые Королевства, 2008 год
- Дженни Ниммо «Чарли Бон. Зеркальный замок» — СПб., Азбука-классика, Серия: The Best. Children, 2008 год
- Лине Кобербель «Дина. Чудесный дар» — СПб.: Азбука-классика, Серия: Волшебный амулет,2008 год
- Лине Кобербель «Дина. Дар змеи» — СПб.: Азбука-классика, Серия: Волшебный амулет,2008 год
- Лине Кобербель «Дина. Последний дракон» — СПб.: Азбука-классика, Серия: Волшебный амулет,2008 год
- Гарри Килворт «Последняя тайна» — СПб., Азбука-классика, Серия: Тайны забытого острова, 2008 год
- Марджи Макаллистер «Урчин. Сердце Туманного острова» — СПб., Азбука-классика, Серия: The Best. Children, 2008год
- Марджи Макаллистер «Урчин и наследница Туманного острова» — СПб., Азбука-классика, Серия: The Best. Children, 2008год
- Пип Воэн-Хьюз. «Реликвии тамплиеров» — Москва, АСТ, АСТ Москва, Хранитель, Серия: Исторический роман, 2008 год
- Марк Лэм «Фарперу» — СПб., Азбука-классика, Серия: The Best. Children, 2008 год
- Джеймс Оливер Кервуд «Казан, благородный волк» — СПб., Азбука-классика, Серия: Звери, вперёд!, 2008 год
- Чарлз Робертс «Рыжий лис» — СПб., Азбука-классика, Серия: Звери, вперёд!, 2008 год
- Чарлз Робертс «Лобо» — СПб., Азбука-классика, Серия: Звери, вперёд!, 2008 год

### 2009
- Гарри Тертлдав. «Мост над бездной» — СПб., Азбука-классика, Серия: Gold Collection (обычный формат), 2009 год
- Чарлз Робертс «Лобо» — СПб., Азбука-классика, Серия: Всё о… 2009 год
- Антология. «Возвращение в Арканар» — СПб., Азбука-классика, Серия: Миры Стругатских: Время учеников, двадцать первый век, 2009 год
- Мария Семёнова, Дмитрий Тедеев. «Бусый волк. Берестяная книга» — СПб., Азбука-классика, 2009 год
- Жюль Верн. «Таинственный остров» — СПб., Азбука-классика, 2009 год
- Борис Житков «Все о больших и маленьких приключениях» — СПб., Азбука-классика, Серия: Всё о… 2009 год
- Антология. «Рождественские сказки» — СПб., Азбука-классика, 2009 год
- Эрик Найт «Лесси» — СПб., Азбука-классика, Серия: Лучшие истории про животных, 2009 год
- Джеймс Оливер Кервуд «Казан, благородный волк» — СПб., Азбука-классика, Серия: Лучшие истории про животных, 2009 год
- Генри О. «Ёлка с сюрпризом» — СПб.: Азбука-классика, 2009
- Игорь Ефимов «Седьмая жена» — СПб., Азбука-классика, 2009 год
- Андерсен Х. К. «Русалочка» — СПб., М.: Азбука-классика, Аттикус, 2009 год
- Андерсен Х. К. «Стойкий оловянный солдатик» — СПб.: Азбука-классика, 2009 год[20]

### 2010
- Артур Конан Дойл «Шерлок Холмс. Лучшие истории о самом знаменитом сыщике» — СПб.: Азбука-классика, 2010 год
- Владимир Пиштало «Никола Тесла. Портрет среди масок» — СПб.: Азбука-классика, 2010 год
- Сестры Бронте «Сестры Бронте. Малое собрание сочинений» — СПб.: Азбука-классика, 2010 год
- Маркиз де Сад «Маркиз де Сад. Малое собрание сочинений» — СПб.: Азбука-классика, 2010 год
- Борис Житков «Как я ловил человечков» — СПб., Азбука-классика, Серия: Добрые сказки, 2010 год
- Антон Соя «З. Л.О.» — СПб., Азбука-классика, 2010 год
- Сергей Довлатов «Филиал» — СПб., Азбука-классика, 2010 год
- Джеймс Оливер Кервуд «Сын Казана» — СПб., Азбука-классика, Серия: Лучшие истории про животных, 2010 год
- Андерсен Х. К. «Дикие лебеди» — СПб.: Азбука-классика, Серия «Золотые сказки Х. К. Андерсена», 2010 год
- Джек Лондон «Майкл, брат Джерри» — СПб., Азбука-классика, Серия: Лучшие истории про животных, 2010 год
- Александр Грин «Алые паруса» — СПб., Азбука-классика, Серия: Всё о… 2010 год

### 2011
- Андерсен Х. К. «Гадкий утенок». — СПб., Азбука, Азбука-Аттикус, серия «Герои сказочной страны», 2011.
- Андерсен Х. К. «Стойкий оловянный солдатик». — СПб., Азбука-классика, Серия «Золотые сказки Х. К. Андерсена», 2011.
- Андерсен Х. К. «Русалочка». — СПб., Азбука-классика, Серия «Золотые сказки Х. К. Андерсена», 2011.
- Шарль Перро «Кот в сапогах». — СПб., Азбука, Азбука-Аттикус, серия «Герои сказочной страны», 2011.

### 2012
- Вильгельм Гауф «Маленький Мук». — СПб. : Азбука, Азбука-Аттикус, серия «Герои сказочной страны», 2012.
- Джонс Диана Уинн «Воздушный замок». — СПб. : Азбука, Азбука-Аттикус, серия «Миры Дианы Джонс», 2012.
- Джонс Диана Уинн «Дом с характером». — СПб. : Азбука, Азбука-Аттикус, серия «Миры Дианы Джонс», 2012.
- Шарль Перро «Кіт у чоботях». — Киев: Махаон-Україна, серия «Майстри книжкової ілюстрації», 2012.
- Андерсен Г. К. «Стійкий олов'яний солдатик». — Киев: Махаон-Україна, серия «Майстри книжкової ілюстрації», 2012.
- Андерсен Г. К. «Русалонька». — Киев: Махаон-Україна, серия «Майстри книжкової ілюстрації», 2012.
- Андерсен Г. К. «Дикі лебеді». — Киев: Махаон-Україна, серия «Майстри книжкової ілюстрації», 2012.
- Андерсен Г. К. «Гидке качення». — Киев: Махаон-Україна, серия «Майстри книжкової ілюстрації», 2012.
- Исаак Бабель: Собрание сочинений в 3-х томах (в супере) — СПб. : Азбука, Азбука-Аттикус, 2012.
- Алексей Иванов «Сердце Пармы». — СПб. : Азбука, Азбука-Аттикус, Серия: Книги А. Иванова, 2012.
- Алексей Иванов «Золото бунта». — СПб. : Азбука, Азбука-Аттикус, Серия: Книги А. Иванова, 2012.
- Мария Семенова: Волкодав. Полное собрание романов. — СПб. : Азбука, Азбука-Аттикус, Серия: Книги М.Семеновой, 2012.
- Гарри Тертлдав «Пропавший легион». — СПб. : ИГ «Лениздат», 2012.
- Гарри Тертлдав: «Мечи легиона». — СПб. : ИГ «Лениздат», 2012.
- Тэд Уильямс «Скала Прощания». — СПб. : ИГ «Лениздат», 2012.
- Тэд Уильямс: «Трон из костей дракона». — СПб. : ИГ «Лениздат», 2012.
- Гримм Якоб и Вильгельм "Маленькие человечки. — СПб. : ИГ «Лениздат», издательство «Акварель», 2012.[20]

### 2013
- Джонс Диана Уинн «Ловушка для волшебников». — СПб. : Азбука, Азбука-Аттикус, серия «Волшебные бестселлеры Дианы Уинн Джонс», 2013.
- Джонс Диана Уинн «Рыцарь на золотом коне». — СПб. : Азбука, Азбука-Аттикус, серия «Волшебные бестселлеры Дианы Уинн Джонс», 2013.
- Джонс Диана Уинн «Темный властелин Деркхольма». — СПб. : Азбука, Азбука-Аттикус, серия «Волшебные бестселлеры Дианы Уинн Джонс», 2013
- Исаак Бабель: «Одесские рассказы» — СПб. : Азбука, серия «Классика (мяг.)», 2013.
- Шарль Перро «Красная Шапочка». — СПб. : ИГ «Лениздат», издательство «Акварель», 2013.
- Андерсен Х. К. «Принцесса на горошине». — СПб. , Азбука, 2013.

### 2014
- Джонс Диана Уинн «Волшебный витраж». — СПб. : Азбука, Азбука-Аттикус, серия «Волшебные бестселлеры Дианы Уинн Джонс», 2014
- Джонс Диана Уинн «Год грифона». — СПб. : Азбука, Азбука-Аттикус, серия «Волшебные бестселлеры Дианы Уинн Джонс», 2014
- Джонс Диана Уинн «Сын менестреля». — СПб. : Азбука, Азбука-Аттикус, серия «Волшебные бестселлеры Дианы Уинн Джонс», 2014
- Джонс Диана Уинн «Дорога ветров». — СПб. : Азбука, Азбука-Аттикус, серия «Волшебные бестселлеры Дианы Уинн Джонс», 2014
- Гримм Якоб и Вильгельм: «Всё о прекрасных принцессах, отважных принцах и злых волшебницах» — СПб. : Азбука, Азбука-Аттикус, серия «Всё о…», 2014
- Кун, Нейхардт: «Всё о богах и героях Древней Греции и Древнего Рима» — СПб. : Азбука, Азбука-Аттикус, серия «Всё о…», 2014
- Артур Дойл: «Собака Баскервилей» — Москва, ИД Мещерякова, серия «221-бис», 2014
- Вильгельм Гауф «Калиф-аист». — СПб. : ИГ «Лениздат», издательство «Акварель», серия «Волшебники кисти», 2014.
- Артур Дойл: «Собака Баскервилей» — Москва, ИД Мещерякова, серия «221-бис», 2014
- Андерсен Х. К. «Свинопас» — СПб. : Азбука, серия «Золотые сказки в иллюстрациях лучших художников», 2014.
- Андерсен Х. К. «Стойкий оловянный солдатик» — СПб. : Азбука, серия «Золотые сказки в иллюстрациях лучших художников», 2014.
- Андерсен Х. К. «Дикие лебеди» — СПб. : Азбука, серия «Золотые сказки в иллюстрациях лучших художников», 2014.
- Джеймс Крюс «Тим Талер, или Проданный смех» — Москва: ИД КомпасГид, серия «Золотые сказки в иллюстрациях лучших художников», 2014.[20]

### 2015
- Корнелия Функе «Повелитель драконов». — СПб. : Азбука, Азбука-Аттикус, серия «Чернильное сердце», 2015
- Джонс Диана Уинн «Квартет Дейлмарка. Книга 2. Дорога ветров». — СПб. : Азбука,, серия «Волшебные бестселлеры Дианы Уинн Джонс», 2015
- Джонс Диана Уинн «Квартет Дейлмарка. Книга 3. Вниз по великой реке». — СПб. : Азбука, серия «Волшебные бестселлеры Дианы Уинн Джонс», 2015
- Андерсен Х. К. «Русалочка» — СПб. : Азбука, серия «Все цвета детства», 2014
- Исаак Бабель «Одесские рассказы». — СПб. : Азбука, Азбука-Аттикус, серия «Больше, чем книга», 2015[20]